# Mitocu Dragomirnei
Mitocu Dragomirnei is een Roemeense gemeente in het district Suceava.
Mitocu Dragomirnei telt 4452 inwoners.